# Michael Schilhan
Michael Schilhan (* 1964 in Judenburg) ist ein österreichischer Theater-, Opernregisseur und Theaterintendant.

## Leben
Schilhan wuchs in Wartberg/Mürztal auf. Er studierte Kulturmanagement an der Johannes Kepler Universität Linz. Seine Schauspielausbildung erhielt er in Salzburg. Er absolvierte mehrere Studienaufenthalte in Moskau (GITIS-Institut). Es folgten Inszenierungen u. a. für das Festival Steirischer Herbst 99 (Uraufführung Die Unterschrift von Robert Wolf), das Volkstheater Wien (UA Kopfäktschn von Robert Wolf), das Internationale Haydn Festival in Eisenstadt (Armida und L’isola disabitata von Joseph Haydn; Dirigent: Ádám Fischer). L’isola disabitata wurde vom Magazin SIM-Festivals im Jahr 1999 unter die fünf besten österreichischen Opern-Inszenierungen gereiht. Im Jahr 1998 erhielt Schilhan beim europäischen Wettbewerb für Regie und Bühnenbild des Wagner-Forums Graz den Publikumspreis und den Förderungspreis. Er erhielt darüber hinaus mehrmals Einladungen zum Österreichischen Theatertreffen (Die Nashörner von Eugène Ionesco am Volkstheater Wien). Des Weiteren leistete er Arbeiten für das Salzburger Landestheater, das Festspielhaus St. Pölten (2001 Satyagraha von Philip Glass), das Klagenfurter Ensemble (2003 In the Penal Colony von Philip Glass).
Er unternahm Schauspielinszenierungen von Stücken der Autoren Georg Timber-Trattnig und Robert Wolf, Felix Mitterer, Peter Turrini, Werner Schwab, Frank Wedekind, Nigel Williams, Helmut Eisendle, Franz Kafka u. a. m. Einladungen zu verschiedenen Theaterfestivals. 
Schilhan ist seit der Saison 2001/2002 Künstlerischer Leiter des Grazer Jugendtheaters Next Liberty, seit 1. September 2004 dessen Geschäftsführender Intendant. 2022 wurde sein Vertrag ab der Spielsaison 2023/24 um weitere fünf Jahre verlängert.
An der Grazer Oper inszenierte er in der Saison 2004/05 Der Wildschütz.

## Inszenierungen
Oper/Musical/Operette
- Die Verschworenen oder der häusliche Krieg, Franz Schubert, Osaka, Tokyo Voice Academy (Opernschule), August 1995
- L’isola disabitata, Joseph Haydn, Schloss Esterházy, Österreichisch-Ungarische Haydn-Philharmonie, Dirigent: Ádám Fischer, Burgenländische Haydn-Festspiele 1997
- Armida, Joseph Haydn, Schloss Esterházy, Österreichisch-Ungarische Haydn-Philharmonie, Dirigent: Adam Fischer, Burgenländische Haydn-Festspiele 1998
- Das Barbecue (The golden Ring of Texas), Scott Warrender, Next Liberty Graz
- Satyagraha, Philip Glass, Festspielhaus St. Pölten, Niederösterr. Tonkünstler, Dirigent: Peter Keuschnig, Ausstattung: Hermann Nitsch, Oktober 2001
- In the Penal Colony, Philip Glass, Klagenfurter Ensemble, Juli 2003
- Der Wildschütz, Albert Lortzing, Oper Graz, Dirigent: Karel Mark Chichon, Oktober 2004
- L’anima del filosofo ossia Orfeo ed Euridice, Joseph Haydn, Dirigent: Ádám Fischer, Internationales Haydnfestival Eisenstadt 2005
- Die Lustigen Weiber von Windsor, Otto Nicolai, Dirigent: Richard Wien, Oper Graz 2005
- Zar und Zimmermann, Albert Lortzing, Oper Graz 2006
- My Fair Lady, Frederick Loewe, Oper Graz 2008
- Der Vogelhändler, Carl Zeller, Volksoper Wien 2009
- Der Vogelhändler, Carl Zeller, Oper Graz 2011
- Ein Walzertraum, Oscar Straus, Oper Graz 2012

Sprechtheater
- Das Möbel, Jean Tardieu, Wels, Theater im Kornspeicher, UA
- Obduktion, Helmut Eisendle, UA Klagenfurt, Aufführungsprämie des BMUK
- In der Strafkolonie, Franz Kafka, Landhaustheater Klagenfurt, UA
- Josef und Maria, Peter Turrini, Landhaustheater Klagenfurt
- Die Präsidentinnen, Werner Schwab, Studiobühne Villach
- Die Affäre Rue de Lourcine, E. Labiche, Landhaustheater Klagenfurt
- Safari, Zdenka Becker, St. Pölten, Bühne im Hof, UA
- Klassenfeind, Nigel Williams, Next Liberty
- Solo für Carlos und Sigmund, Antonio de la Parra, Landhaustheater Klagenfurt, ÖEA
- In Ewigkeit Amen, Thomas Baum, Landhaustheater Klagenfurt
- Abraham, Felix Mitterer, Next Liberty
- Zyancali 2000, Robert Wolf, Next Liberty, UA
- Kein Platz für Idioten, Felix Mitterer, Next Liberty
- Zyancali 2000, Robert Wolf (in bulgarischer Sprache), Teatr Rtjo Stojanoiv, Gabrovo ( Bulgarien)
- Frühlingserwachen, Frank Wedekind, Bühnen Graz
- Der Schüler Gerber Torberg/Mitterer, Next Liberty, UA
- Transporter, Georg Timber-Trattnig, Next Liberty, UA
- Die Unterschrift, Robert Wolf, steirischer Herbst 1999, UA
- Gottes vergessene Kinder, Mark Medoff, Next Liberty 2001
- Kopfäktschn, Robert Wolf, Volkstheater Wien, UA
- Eine Nacht für Georg Timber Trattnig (1966—2000), Volkstheater Wien
- Die Nashörner, Eugène Ionesco, Volkstheater Wien
- Magenta, Robert Wolf, Salzburger Landestheater, UA
- Das Tagebuch der Anne Frank, Goodrich/Hacket, Next Liberty
- Andorra, Max Frisch, Next Liberty 2009
- Dream Team, Lutz Hübner, Next Liberty 2010
- Jakob der Letzte, Felix Mitterer, nach Peter Rosegger, Krieglach/Alpl ( ORF Ausstrahlung)
- Der Bauer als Millionär, Ferdinand Raimund Festspiele Gutenstein
- Josef und Maria, Peter Turrini, Schauspielhaus Graz 2019

Kinder und Jugendstücke
- Jederboy, Walter Müller, UA, Klagenfurt, Einladungen auf div. Kindertheaterfestivals
- Ixypsilonzett, F.K. Wächter, Wels, Theater im Kornspeicher
- Die Hexe Backa Racka, Collegium Capricio Klagenfurt
- Ich und ein Engel?, Walter Müller, Next Liberty, UA
- Katzen, Jarleman, Kindermusical
- Lisa und die Frösche, F.Katt, Bühne im Hof St. Pölten
- Nach Madagaskar, Werner Geifrig, Bühne im Hof St. Pölten OEA
- Rotkäppchen spielen, Hansjörg Schneider, Next Liberty
- Everlasting Love, Walter Müller, Salzburger Landestheater
- Rotkäppchen spielen, Hansjörg Schneider, Salzburger Landestheater
- Sprechprobe, Walter Müller, Next Liberty
- Kikerikiste, Paul Maar, Next Liberty
- Kikerikiste, Paul Maar, Klagenfurter Ensemble
- Der Lebkuchenmann, David Wood, Next Liberty
- Hexe Hillary geht in die Oper, Peter Lund, Next Liberty
- Popcorn und Haferbrei, Walter Müller, Next Liberty
- Der kleine Prinz von Dänemark, Torsten Letser
- Amadé und Antoinette, Thomas Birkmeir, Next Liberty
- Everlasting Love, Walter Müller, Next Liberty
- Superhenne Hanna, Felix Mitterer, Next Liberty
- Sindbad der Seefahrer, M.P. Gössler, Landestheater Niederösterreich
- Der gewissenlose Mörder Hasse Karlsson, Henning Mankel, Next Liberty 2008
- Ikarus, Oper Graz 2007
- In 80 Tagen um die Welt, Oper Graz 2009
- Lisa und die Frösche, Next Liberty 2010
- Anton das Mäusemusical, Next Liberty 2010
- Ronja Räubertochter, Astrid Lindgren, Next Libertyin, Grazer Messe 2010
- Frühstück mit Wolf, Gertrud Pigor, Next Liberty, Grazer Messe 2012
- Honk! G. Styles, Oper Graz 2013
- Die Jagd nach dem hohen C, Felix Mitterer, Next Liberty 2013
- Motte und Co, Gertrud Pigor, Next Liberty 2013
- Frerk du Zwerg!, Finn Ole Heynrich, Next Liberty 2014
- Klaus im Schrank, oder das verkehrte Weihnachtsfest, Erich Kästner, Next Liberty 2014
- Emil und die Detektive, Marc Schubring und Wolfgang Adenberg, nach dem Roman von Erich Kästner, Oper Graz 2015

Video/Performance
- Metamorphosen des Alltags, TOI-Haus Salzburg, Ghetto Art-Salon, UA
- Brautfisch Zitronenschleier, Avantgarage Festival, Arge Nonntal, Salzburg
- Cafe Zürich, Produktion, Drehbuch, Regie, Internationale Filmszene Salzburg
- Die große Richard Höllerbauer Show, Fake Event, Friesach

## Weitere Tätigkeiten
- Wagnerforum Graz: „Internationaler Wettbewerb für Regie und Bühnenbild“ 1997 zum Thema „Rheingold“ von Richard Wagner, Publikumspreis und Förderungspreis
- Wagner Forum Graz: Juror für die Vergabe der Bayreuthstipendien für Bühnenbildner Kulturbeirat der Stadt Graz
- Gastvortragender: Internationales Centrum für Cultur und Management Salzburg ICCM
- Gastlektor: National University Taipeh, National University Kaoshiong (Taiwan)
- Gastvortragender: „Haydn und die Oper“, Akademie der Wissenschaften, Wien Okt. 2009
- Stipendiatenreferent und Mitglied des Vorstandes im Wagner Forum Graz

## Auszeichnungen
- 2024: Ehrenzeichen des Landes Steiermark für Wissenschaft, Forschung und Kunst[2]